# Babworth
Babworth is een civil parish in het Engelse graafschap Nottinghamshire.